# Professor Layton und seine lustigen Fälle
Professor Layton und seine lustigen Fälle (jap. レイトン教授とユカイな事件 Reiton-kyōju to Yukai na Jiken; engl. Professor Layton and the Cheerful Mystery) ist eine Manga-Adaption zur Spieleserie Professor Layton für den Nintendo DS. Die von Naoki Sakura gezeichnete Reihe erscheint seit 2008 beim japanischen Verlag Shōgakukan.

## Inhalt
Der Archäologe und Meisterdetektiv Professor Hershel Layton und sein Assistent Luke begeben sich zu einem Schloss, in dem ein Geist sein Unwesen treibt. Trotz Warnungen ihrer Freunde Agnes und Kalle betreten sie das Anwesen und werden während der Erkundung von einer Ritterrüstung angegriffen. In der Geschichte lösen Layton und Luke 25 Rätsel, an deren Ende ein Selbstzerstörungsmechanismus steht, den Layton betätigt und so das Versteck von Don Paolo zerstört. Außerdem muss sich Professor Layton mit einem Schwein herumschlagen, das seinen Platz einnehmen will.
Band 1 enthält zudem eine Comedy-Episode, in der die Freunde des Professors versuchen müssen, herauszufinden, was sich unter Laytons Hut verbirgt.

## Konzeption
Die Serie Professor Layton und seine lustigen Fälle ist als Mitmach-Manga konzipiert. Der Leser wird aktiv in das Geschehen der Geschichte eingebunden und löst ihm gestellte Rätsel. Hierdurch finden sich Parallelen zur Gamevorlage  Professor Layton. Die korrekten Lösungen der Rätsel und Aufgaben sind auf den letzten Seiten des Taschenbuchs abgedruckt.
Einfache Rätsel, wie die berühmte Aufgabe der Trennung der Schweine auf der Wiese, sprechen vornehmlich die Zielgruppe von Kindern und jungen Jugendlichen an.

## Veröffentlichungen
Die Serie Professor Layton und seine lustigen Fälle erschien im Manga-Magazin Bessatsu CoroCoro Comic Special des japanischen Verlags Shogakukan. Mangaka ist Naoki Sakura. Der Manga ist in Japan mit vier Bänden abgeschlossen.
- Bd. 1: ISBN 978-4-0914-1144-0, 27. November 2008
- Bd. 2: ISBN 978-4-0914-0859-4, 27. November 2009
- Bd. 3: ISBN 978-4-0914-0768-9, 26. November 2010
- Bd. 4: ISBN 978-4-0914-1350-5, 28. Juni 2012

In deutscher Sprache erschien der Manga unter dem Titel Professor Layton und seine lustigen Fälle beim Verlag Tokyopop von April 2011 bis August 2013.